# Polemik
Polemik (von griechisch πολεμικός polemikós ‚feindselig‘ bzw. πόλεμος pólemos ‚Krieg, Streit‘) bezeichnet einen meist scharfen Meinungsstreit im Rahmen politischer, literarischer oder wissenschaftlicher Diskussionen. Ziel kann es sein, die eigene Meinung auch dann durchzusetzen, wenn sie sachlich nicht oder nur teilweise mit der Realität übereinstimmt. Der Begriff hat historisch einen Wandel erfahren; die ursprüngliche Bedeutung von Polemik war Streitkunst, ein literarischer oder wissenschaftlicher Streit, eine gelehrte Fehde.

## Kennzeichen
Polemisieren heißt, gegen eine (bestimmte andere) Ansicht zu argumentieren. Der Polemiker sucht nicht zwingend den Konsens, sondern versucht im rhetorischen Wettstreit seinen Argumenten zum Durchbruch zu verhelfen (vgl. auch Eristik). Als Gegensatz dazu wird auch die Apologetik genannt, obgleich natürlich auch eine solche (die Literatur betreffende) Rechtfertigungs- bzw. Verteidigungsrede durchaus polemisch sein kann. Das heute nur noch selten benutzte Wort Irenik ist als weiterer Kontrastbegriff zu Polemik anzusehen.
Kennzeichen der Polemik sind oft scharfe und direkte Äußerungen, teilweise auch persönliche Angriffe. Häufig wird mit den Mitteln der Übertreibung, der Ironie und des Sarkasmus gearbeitet oder vom Strohmann-Argument Gebrauch gemacht. Gelegentliches Ziel ist das Demaskieren eines Opponenten im Glaubens- und Meinungsstreit. Gegebenenfalls bedeutet dies auch die – mehr oder weniger – subtile Beschuldigung des Opponenten, keineswegs jedoch den Verzicht auf sachliche Argumente. In der klassischen Rhetorik spricht man in einem solchen Fall von der argumentatio ad hominem (das auf die Person gerichtete Argumentieren). Dies bedeutet das Bloßstellen, das Überführen eines Gegners, wobei man zum Beispiel seine Glaubwürdigkeit, seine Reputation und ggf. auch seine Integrität insgesamt anzweifelt, indem man evtl. Widersprüchlichkeiten seiner Ausführungen bzw. seiner Handlungen oder Unterlassungen unmittelbar zu seinen öffentlich bekundeten Einstellungen und Absichten aufzeigt.
Obwohl Polemiken typischerweise durch starke Emotionen, etwa Hass, motiviert sind, müssen diese, um dem Angriff zum Erfolg zu verhelfen, in einer Weise stilisiert werden, die den literarischen Techniken des Dramas vergleichbar ist, und in eine kühl überlegte Strategie eingebettet werden.

## Polemik als theologische Disziplin
In der deutschsprachigen systematischen Theologie wurde insbesondere im 18. und 19. Jahrhundert innerhalb unterschiedlicher Systematisierungen der theologischen Aufgabenbereiche des Öfteren neben der christlichen Apologetik auch von einem Tätigkeitsfeld bzw. einer Disziplin „Polemik“ gesprochen, sowohl in Lehrbüchern und sonstigen Publikationen wie auch in Lehrstuhlbezeichnungen, so etwa seit 1783 an der Universität Bonn. Üblicherweise ist damit die Darstellung theologischer Lehrdifferenzen, teils auch einschließlich Einwendungen, gegen Alternativen gemeint und die Wortverwendung etwa der heutigen Rede von „Kontroverstheologie“ synonym, überschneidet sich aber auch mit Themenfeldern und Aufgabenbereichen, die sonst auch der Apologetik zufielen bzw. heute – dann aber üblicherweise eher integrativ als konfrontativ – der Fundamentaltheologie zufallen. Bewusst abweichend ist die Wissenschaftsbestimmung, die Friedrich Daniel Ernst Schleiermacher in seinem Vorschlag zur Struktur der theologischen Wissenschaft gibt: Die Apologetik richte sich nach „außen“, die Polemik nach „innen“, um die eigene Lehrgestalt zu reinigen.